# Vas Blackwood
Vas Blackwood (Londres, Anglaterra, Regne Unit, 19 d'octubre de 1962) és un actor anglès.

## Biografia
Blackwood va interpretar Lenny Henry, company de Winston Churchill en The Lenny Henry Show (1987) i David Sinclair en Casualty (1996–97). D'aleshores ençà interpreta Rory Breaker en el film Lock, Stock and Two Smoking Barrels (1998). També ha tingut un bon nombre de papers com ara a Mean Machine (2001), 9 Dead Gay Guys (2002) i Creep (2004). El 2005 va aparèixer en A Bear's Tail, un spin-off de Bo' Selecta!. També fa un paper com a Lennox Gilbey en Only Fools and Horses. També té un paper protagonista interpretant a Dexter en Spatz.
El 2008 va posar la veu en el videojoc Fable II. El 2013 va posar la veu en un anunci de Tesco, va ser llançat i interpretat en diversos canals diferents en el Regne Unit en el període d'estiu.
Blackwood va ser el fundador del blog Vastaman.com. El seu cosí és la personalitat dels mitjans de comunicació Richard Blackwood.

## Filmografia
- 1984: Annika (fulletó TV): Alan
- 1986: Arthur's Hallowed Ground: Henry
- 1987: The Lenny Henry Show (sèrie de televisió): Winston
- 1985: In Sickness and in Health (sèrie de televisió): Pele (1989)
- 1990: Spatz (sèrie de televisió): Dexter
- 1998: Lock, Stock and Two Smoking Barrels: Rory Breaker
- 1998: Babymother: Caesar
- 2001: The Escapist: Vi
- 2001: Mean Machine: Massive
- 2002: Fun at the Funeral Parlour (sèrie de televisió): Coltrane Benz
- 2002: 9 Dead Gay Guys: Donkey-Dick Dark
- 2003: The Trouble with Men and Women: Travis
- 2003: Rehab (TV): Cutlass
- 2003: One Love: Scarface
- 2004: Creep: George
- 2006: Rollin' with the Nines: Finny